# Трећа македонска ударна бригада
Трећа македонска ударна бригада НОВЈ формирана је 26. фебруара 1944. у селу Жегљане код Куманова. У њеном саставу били су битољско-преспански партизански батаљон „Стив Наумов“ и два кумановска батаљона, „Јордан Николов Орце“ и „Христијан Тодоровски Карпош“.
Први Штаб бригаде сачињавали су — командант Тихомир Милошевски, заменик команданта Борис Милевски, политички комесар Кирил Михајловски и заменик политичког комесара Златко Биљановски.

## Борбени пут бригаде
На почетку учешћа у борбеним дејствима, брига је разбила Вардарски корпус ЈВуО код села Сејац, 29. фебруара, и Новог Села 3. марта, водила успешне борбе код села Биљача, Буштрање, Свињиште и Ристовац 23. марта, уништила рударска постројења код Добрева и Пробиштипа 3. априла, док је при нападу на Кратово 25. априла заробила 120 бугарских војника. 
Током Пролећне офанзиве у Македонији (25. април – 20. јун 1944), у садјеству с другим јединицама НОВЈ, водила је успешне борбе у Македонији и Поморављу: напад на Кратово (25. април), борбе код Побијеног Камена, Црноока (25. април), Станикин Крст (12. мај), Знепоље (13. мај), Лисац, Косматица, Голак, Костурино (1. јун), Кушкули (5. јун), планина Круша, Пониква, Чупино Брдо (15. јун) и Петрова Гора (19. јун).
Након прилива нових бораца у бригаду, од дела њезиног састава и од Друге македонске ударне бригаде била је формирана Четврта македонска бригада, на планини Лисец 24. јула 1944. године. Борци бивше Треће македонске бригаде су надаље учествовали у борбеним дејствима на комуникацији Куманово-Крива Паланка у нападима на бугарске снаге код села Страцин, Младо Нагоричано и Кленовце. Имала је значајно учешће у обезбеђивању рада Првог заседања АСНОМ-а у манастиру Прохор Пчињски 2. августа 1944. године.
Ноћу 9/10. августа 1944. разбила је бугарски полицијски одред од 120 полицајаца и заједно с Кумановски партизанским одредом извршила напад на железничке станице Ристовац и Табановце (12/13. август), организовала ослобађање и прихват око 300 политичких затвореника из скопског затвора Идризово 28. августа.
Заједно са Осмом и Дванаестом македонском бригадом ушла је у састав 42. македонске дивизије Петнаестог македонског корпуса НОВЈ. У саставу ове дивизије је надаље учествовала у ослобођењу Велеса, Скопља и Тетова. Након тога је марширала до Врања и тамо су њени борци возовима пребачени на Сремски фронт. Након поробја фронта учествовала је у ослобођењу Шида, Славонске Пожеге, Дугог Села и Загреба.
Бригада је одликована Орденом народног ослобођења, Орденом заслуга за народ и Орденом братства и јединства.